# Amauri
Amauri Carvalho de Oliveira (3. juni 1980 i Carapicuíba, Brasilien), bedre kendt som Amauri, er en brasiliansk-italiensk tidligere fodboldspiller, der spillede som angriber.
Amauri blev født i Brasilien og fik italiensk statsborgerskab i april 2010. Han har spillet én kamp for det italienske landshold.

## Klubkarriere

### Tidlig karriere
Amauri prøvede ved Palmeiras, en klub ved hans fødested, São Paulo stat, men undlod at imponere. I en alder af 19, rejste han til Santa Catarina state for at arbejde  og spillede for en lokal klub på Santa Catarina stat League 2. division. Santa Catarina Clube han blev i 2000 inviteret til Torneo di Viareggio i Italien, hvor han viste sit talent, han fik kontrakt med en klub fra den italiensk-talende region i Schweiz, AC Bellinzona. Han scorede et mål i fem kampe.